# George Kinnell
George Kinnell (Cowdenbeath, 22 dicembre 1937 – 16 ottobre 2021) è stato un calciatore scozzese, di ruolo centrocampista.

## Biografia
Anche suo fratello Andy e suo cugino Jim Baxter furono calciatori professionisti.

## Caratteristiche tecniche
Kinnell era un centrocampista in grado di coprire sia la fascia destra che quella centrale; era inoltre dotato di ottima forma fisica, forza e velocità.

## Carriera
Formatosi nel Crossgates Primrose, nel febbraio 1959 viene ingaggiato dall'Aberdeen. Con i Dons gioca quattro stagioni nella massima serie scozzese, ottenendo come miglior piazzamento due sesti posti nelle stagioni 1960-1961 e 1962-1963.
Il 16 novembre 1963 viene acquistato per £35.000 dagli inglesi dello Stoke City. Con lo Stoke gioca tre stagioni in massima serie, raggiungendo anche la finale della Football League Cup 1963-1964, persa contro il Leicester City.
Nell'agosto 1966 passa con il compagno di squadra Keith Bebbington all'Oldham Athletic che lascerà nell'ottobre dello stesso anno per £20.000 per giocare nel Sunderland. Con i Black Cats Kinnell giocherà per due stagioni, di cui la prima accanto al cugino Jim Baxter.
Nell'estate 1967 con il Sunderland disputò il campionato nordamericano organizzato dalla United Soccer Association: accadde infatti che tale campionato fu disputato da formazioni europee e sudamericane per conto delle franchigie ufficialmente iscritte al campionato, che per ragioni di tempo non avevano potuto allestire le proprie squadre. Il Sunderland rappresentò i Vancouver Royal Canadians, che conclusero la Western Division al quinto posto finale.
Nell'ottobre 1968 passa per £20.000 ai cadetti del Middlesbrough, con cui ottiene il quarto posto nella Second Division 1968-1969.
Nel giugno 1969 si trasferisce in Australia, ove giocherà sino al 1972 in vari sodalizi locali.